# William Francis Kupfer

Bischofswappen von William Francis Kupfer

William Francis Kupfer (* 28. Januar 1909 in Brooklyn; † 2. Januar 1998 in Valhalla (New York)) war ein US-amerikanischer römisch-katholischer Geistlicher des Maryknoll-Missionsordens und Bischof von Taichung, Taiwan.

## Leben
William Francis Kupfer besuchte katholische Schulen und entwickelte früh den Wunsch, die Priesterlaufbahn einzuschlagen. 1927 wurde er an das S. Mary’s Seminar in Queens, New York, aufgenommen, wo er bald den Wunsch entwickelte, als Missionar nach China zu gehen. Aus diesem Grund trat er im Jahr 1928 dem Maryknoll-Missionsorden bei. Am 11. Juni 1933 wurde Kupfer zum Priester geweiht.

### Missionarstätigkeit in China
Im Anschluss an seine Priesterweihe wurde Kupfer von seinem Orden als Missionar nach Wuzhou (Guangxi) in China entsandt. Kupfer erlernte die kantonesische Sprache und blieb (mit einer durch den Zweiten Sino-Japanischen Krieg bedingten Unterbrechung zwischen 1944 und 1945) insgesamt 14 Jahre dort. 1948 ging Kupfer als Vorsteher und Prokurator an das Maryknoll House in Hongkong.

### Präfekt und Bischof in Taiwan
1951 wurde Kupfer vom Heiligen Stuhl zum Apostolischen Präfekten der Diözese Taichung in Taiwan ernannt, wo er mit dem Erlernen der taiwanischen Sprache begann. Mit der Umwandlung seiner Diözese zum Bistum im Jahr 1962 wurde Kupfer zum ersten Bischof des Bistums Taichung. Er hatte dieses Amt bis zu seinem Eintritt in den Ruhestand im Jahr 1986 inne. Zwischen 1962 und 1965 nahm Kupfer als Bischof an allen Sitzungen des Zweiten Vatikanischen Konzils in Rom teil.